# Roger Arliner Young
Pour les articles homonymes, voir Roger Young et Young.
Roger Arliner Young, née en 1889 et morte le 9 novembre 1964, est une scientifique américaine spécialiste de zoologie, de biologie et de biologie marine. Elle fut la première afro-américaine à obtenir un doctorat en zoologie.

## Premières années
Roger Young naît en 1889 à Clifton Forge, en Virginie (États-Unis). Rapidement après sa naissance, sa famille déménage à Burgettstown, en Pennsylvanie. La famille est pauvre alors que beaucoup de temps et d'argent doivent être affectés aux soins de sa mère handicapée.
En 1916, Roger Young s'inscrit à l'Université Howard, à Washington, pour étudier la musique. Elle écrit dans l'annuaire “Not failure, but low aim is a crime.” (« Ce n'est pas l'échec mais le peu d'ambition qui est un crime »). Elle ne prend son premier cours de sciences qu'en 1921. Bien que ses résultats soient mauvais au début de sa carrière universitaire, certains de ses enseignants l'estiment prometteuse. L'un d'eux est Ernest Everett Just, un éminent biologiste noir et chef du département de zoologie de Howard. Young obtient son Bachelor of Science en 1923. Just essaye alors en vain de l'aider à obtenir une bourse pour continuer son parcours universitaire. Elle commence  toutefois en 1924 un Master of Science à l'Université de Chicago, qu'elle obtient en 1926.
Roger Young travaille avec Ernest Everett Just pendant de nombreuses années, enseignant en tant que professeur assistante à l'Université Howard de 1923 à 1935. Elle consacre ses étés de 1927 à 1930 à aider Just dans ses travaux de recherche ;  mais, bien que son aide soit notée dans ses demandes de subvention, son nom n'apparaît pas comme co-autrice dans les publications qui en ont découlé.
Pendant ses études à Chicago, on lui a propose de rejoindre Sigma Xi, une société de recherche scientifique, ce qui est un honneur inhabituel pour un étudiant en maîtrise. En 1924, son premier article, « On the excretory apparatus in Paramecium » (Sur l'appareil excréteur des Paramecium), est publié dans la revue Science, faisant d'elle la première afro-américaine à faire de la recherche et à publier professionnellement dans ce domaine.

## Carrière
Ernest Everett Just invite Young à travailler avec lui au cours des étés au Laboratoire de biologie marine de Woods Hole, dans le Massachusetts, à partir de 1927. Ils travaillent alors sur les processus de fécondation dans les organismes marins, ainsi que sur les processus d'hydratation et de déshydratation dans les cellules vivantes. En 1929, Young devient chef de département par intérim au département de zoologie de l'Université Howard pendant que Just est en Europe à la recherche de subventions. Les yeux de Young sont définitivement endommagé par les rayons ultraviolets utilisés dans les expériences menées à Howard pour Just.
À l'automne 1929, Young retourne à l'Université de Chicago pour commencer son doctorat sous la direction de Frank Rattray Lillie. Lillie était l'un des mentors de Just lorsque tous les deux travaillaient au Laboratoire de biologie marine. Cependant, en 1930, elle échoue à ses examens de qualification et, pour un temps, elle disparait de la communauté scientifique.
En 1940, elle obtient son doctorat à l'université de Pennsylvanie, sous la direction de Lewis Victor Heilbrunn (en).
Elle retourne à l'Université Howard pour enseigner et continue de travailler avec Just au Laboratoire de biologie marine au cours des étés.

## Travaux
- RA Young, « ON THE EXCRETORY APPARATUS IN PARAMECIUM », Science, vol. 60, no 1550,‎ 12 septembre 1924, p. 244 (PMID 17814573, DOI 10.1126/science.60.1550.244)
- L. V. Heilbrunn et R. A. Young, « The action of ultra-violet rays on Arbacia egg protoplasm », Physiological Zoology, vol. 3, no 3,‎ 1930, p. 330–341 (lire en ligne)
- Heilbrunn, L.V. et Young, R.A., « Indirect Effects Of Radiation On Sea Urchin Eggs », The Biological Bulletin, vol. 69, no 2,‎ 1935, p. 274–278 (DOI 10.2307/1537426, lire en ligne)
- Costello, D.P. et R. A. Young, « The mechanism of membrane elevation in the egg of Nereis (abstract) », Biological Bulletin, vol. 77,‎ 1939, p. 311–311 (lire en ligne)
- Young, Roger Arliner, The indirect effects of roentgen rays on certain marine eggs, Thesis (Ph.D.)--Graduate School of Arts and Sciences, University of Pennsylvania, 1940